# Михаил Йолшин
Михаил Александрович Йолшин (на руски: Михаил Александрович Иолшин) е руски офицер, генерал-лейтенант. Участник в Руско-турската война (1877 – 1878).

## Биография
Михаил Йолшин е роден на 29 ноември 1830 г. в Могильовска губерния в семейството на потомствен дворянин. Ориентира се към военното поприще. Завършва 2-ри кадетски корпус.
Действителна военна служба започва с военно звание прапорщик в 3-ти Гренадирски полк (1848). Служи в лейбгвардейския Литовски полк и за отличие е повишен във военно звание капитан (1857). Началник на Кавказкото стрелково училище, повишен е във военно звание подполковник с назначение в Кавказкия гренадирски батальон (1859 – 1864).
Участва в Кавказката война (1863- 1864). Командир на 16-и Мингрелски гренадирски полк (1864). Повишен е във военно звание генерал-майор с назначение за командир на 2-ра бригада от 1-ва пехотна дивизия.
Участва в Руско-турската война (1877 – 1878). Назначен е за командир на 1-ва бригада от 14-а пехотна дивизия с командир генерал-майор Михаил Драгомиров. Бригадата е част от главната ударна сила в десанта при Земнич-Свищов. Генерал-майор Михаил Йолшин е сред първите висши офицери, стъпили на българския бряг. Награден е с Орден „Свети Георги“ IV ст.
На 12/24 август 1877 г. 14-а пехотна дивизия сменя Българското опълчение на позициите при Шипченския проход. С чест отбранява прохода августовските и септемврийските боеве. Сменена е в началото на октомври от 24-та пехотна дивизия с командир генерал-адютант Константин Гершелман. За отбраната на Шипченския проход генерал-майор Михаил Йолшин е награден с Орден „Света Ана“ I ст.
След войната продължава службата в Руската армия. Командир на 25-а пехотна дивизия (1878). Зачислен е в полка, командван от него при Десанта при Свищов (1880). Повишен е във военно звание генерал-лейтенант от 1881 г.
Умира на 23 януари 1883 г.